# Péter Pázmány
Péter Pázmány de Panasz (Gran Varadino, 4 ottobre 1570 – Presburgo, 19 marzo 1637) è stato un cardinale e arcivescovo cattolico ungherese.

## Biografia
Nacque a Gran Varadino, l'odierna Oradea Mare, il 4 ottobre 1570 da famiglia calvinista e deve la sua conversione (1583) alla matrigna cattolica.
Entrò nel collegio dei Gesuiti a Cluj-Napoca, nel 1587 entrò nella Compagnia di Gesù, studiò a Cracovia, quindi a Vienna dal 1589 al 1592.
Si recò quindi a Roma per studiarvi teologia dal 1592 al 1596 alla scuola del cardinal Bellarmino. Ottenne la laurea nel 1597.
Fu ordinato sacerdote nel 1596, nel 1597 fu nominato prefetto del seminario gesuita di Graz. Dalla casa gesuita di Sellye fu inviato a predicare a Košice, e a Nitra nel 1601.
Dal 1603 fu professore di teologia all'università di Graz.
Nel 1607 si trasferì a Trnava, alla corte del cardinale primate Ferenc Forgách.
Nel 1616 ottenne da papa Paolo V il permesso di lasciare la Compagnia di Gesù per entrare fra i Somaschi, tuttavia non abbandonò mai la Compagnia.
Fu eletto arcivescovo di Strigonio il 28 novembre 1616.
Papa Urbano VIII lo elevò al rango di cardinale nel concistoro del 19 novembre 1629 e il 31 maggio 1632 ricevette il titolo di San Girolamo degli Schiavoni.
Il 12 maggio 1635 fondò l'università di Trnava, la prima università cattolica del Regno d'Ungheria.
Morì il 19 marzo 1637 a Presburgo, l'odierna Bratislava, all'età di 66 anni e fu sepolto nella chiesa di San Martino.

## Genealogia episcopale e successione apostolica
La genealogia episcopale è:
- Cardinale Scipione Rebiba
- Cardinale Giulio Antonio Santori
- Vescovo Placido della Marra
- Cardinale Melchior Khlesl
- Cardinale Péter Pázmány, S.I.

La successione apostolica è:
- Vescovo István Sennyey (1627)
- Vescovo György Drašković (1630)
- Arcivescovo Imre Lósy (1631)
- Arcivescovo György Lippay Zombori (1633)